# No Candle No Light
No Candle No Light è un singolo del cantante britannico Zayn, pubblicato il 15 novembre 2018 come sesto estratto dal secondo album in studio Icarus Falls.
Il brano ha visto la partecipazione della rapper trinidadiana Nicki Minaj.

## Tracce
1. No Candle No Light (featuring Nicki Minaj) – 3:13